# تم خرک -تپه اژک -تپه مختارآباد
تم خرک -تپه اژک -تپه مختارآباد مربوط به هزاره اول قبل از میلاد است و در شهرستان کهنوج، روستای مظفرآباد واقع شده و این اثر در تاریخ ۱ فروردین ۱۳۴۵ با شمارهٔ ثبت ۵۱۴ به‌عنوان یکی از آثار ملی ایران به ثبت رسیده است.